# Vicente Morales Duárez
Pour les articles homonymes, voir Morales.
Vicente Morales Duárez de la Quadra (Lima, 24 janvier 1755 – Cadix, 2 avril 1812) est un avocat espagnol, député aux Cortes de Cadix. 

## Biographie
Fils du capitaine espagnol Vicente Antonio Morales et de María Mercedes Duárez de la Quadra, originaire de Lima, il étudie au Real Convictorio de San Carlos de Lima, puis à l'université de San Marcos où il obtient un doctorat en théologie en 1775. Il est reçu comme avocat en 1779, travaille au monopole d'État du tabac de Lima en 1780 et devient professeur à San Marcos de juillet 1792 à novembre 1794.
Élu député d'outre-mer aux Cortes de Cadix, Morales part en Espagne le 13 janvier 1810. Brillant orateur, membre de la commission qui rédigea la Constitution de 1812, il est partisan de l'égalité entre les Espagnols et les Créoles américains et de l'amélioration des conditions de vie des Indiens.
Le 24 mars 1812, il devient président des Cortes de Cadix mais dure peu de temps au poste puisqu'il trouve la mort après un banquet offert en son honneur par le marquis de Wellesley, ambassadeur britannique à Cadix, la nuit du 2 avril 1812. Il fut enterré à Cadix.